# Doutor Frederico
Frederico de Castro Escaleira (Teresópolis, 24 de março de 1977), mais conhecido como Doutor Frederico, é um médico oncologista, bombeiro militar e político brasileiro, filiado ao Partido Renovação Democrática (PRD). Atualmente é deputado federal eleito pelo estado de Minas Gerais. 
Em 2018, foi eleito deputado federal por Minas Gerais, alcançando 60.950 votos (0,60% dos válidos). 
Em 2022, foi eleito deputado federal pelo estado de Minas Gerais com 84.771 votos (0,76% dos válidos).